# Omán a 2012. évi nyári olimpiai játékokon
Omán a nagy-britanniai Londonban megrendezett 2012. évi nyári olimpiai játékok egyik részt vevő nemzete volt. Az országot az olimpián 2 sportágban 4 sportoló képviselte, akik érmet nem szereztek.

## Atlétika
Férfi
| Versenyző                   | Versenyszám | Selejtező | Selejtező | Selejtező | Előfutam   | Előfutam   | Előfutam   | Elődöntő | Elődöntő | Elődöntő | Döntő   | Döntő    |
| Versenyző                   | Versenyszám | Idő       | Hely.     | Össz.     | Idő        | Hely.      | Össz.      | Idő      | Hely.    | Össz.    | Idő     | Helyezés |
| --------------------------- | ----------- | --------- | --------- | --------- | ---------- | ---------- | ---------- | -------- | -------- | -------- | ------- | -------- |
| Barakát Mubárak el-Hárti    | 100 m       | kiemelt   | kiemelt   | kiemelt   | 10,41      | 7.         | 42.        | kiesett  | kiesett  | kiesett  | kiesett | kiesett  |
| Ahmed Mohammed el-Merdzsábi | 400 m       |           |           |           | nem indult | nem indult | nem indult | kiesett  | kiesett  | kiesett  | kiesett | kiesett  |

Női
| Versenyző        | Versenyszám | Selejtező | Selejtező | Selejtező | Előfutam | Előfutam | Előfutam | Elődöntő | Elődöntő | Elődöntő | Döntő   | Döntő    |
| Versenyző        | Versenyszám | Idő       | Hely.     | Össz.     | Idő      | Hely.    | Össz.    | Idő      | Hely.    | Össz.    | Idő     | Helyezés |
| ---------------- | ----------- | --------- | --------- | --------- | -------- | -------- | -------- | -------- | -------- | -------- | ------- | -------- |
| Sinúna el-Habszi | 100 m       | 12,45     | 4.        | 13.       | kiesett  | kiesett  | kiesett  | kiesett  | kiesett  | kiesett  | kiesett | kiesett  |

## Sportlövészet
Férfi
| Versenyző      | Versenyszám | Selejtező | Selejtező | Döntő   | Döntő    |
| Versenyző      | Versenyszám | Pont      | Helyezés  | Pont    | Helyezés |
| -------------- | ----------- | --------- | --------- | ------- | -------- |
| Ahmed el-Hátmi | Dupla trap  | 129       | 19.       | kiesett | kiesett  |